# أولاد مومن (أولاد سي بوحيى)
أولاد مومن هي إحدى مشيخات المملكة المغربية، تتبع جغرافيا لإقليم سيدي بنور وإداريًا لأولاد سي بوحيى. يقدر عدد سكانها بـ 7546 نسمة حسب الإحصاء الرسمي للسكان والسكنى لسنة 2004.